# J. R. Ackerley

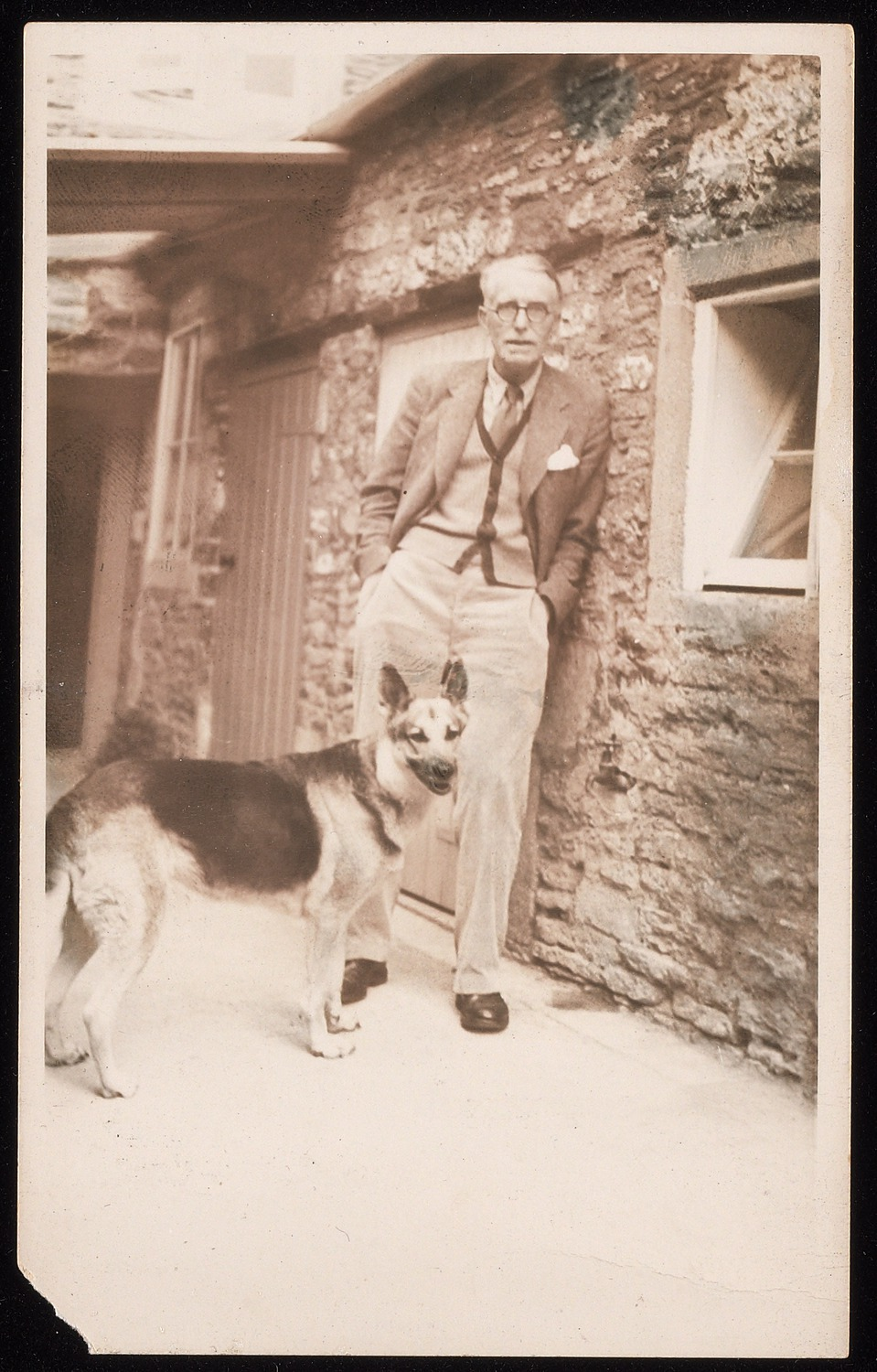
Ackerley und seine Hündin Queenie

J. R. Ackerley, vollständiger Name Joe Randolph Ackerley (geb. 4. November 1896 in Herne Hill, Kent; gest. 4. Juni 1967 in Putney bei London), war ein britischer Schriftsteller, Dramatiker, Dichter und Zeitschriftenredakteur, der für seine Exzentrik bekannt war.

## Leben und Werk
Ackerley war der Sohn der Schauspielerin Netta Aylward und von Arthur Roger Ackerley, Mitbegründer des Fruchtimporteurs Elders & Fyffes. Arthur war in erster Ehe mit Louise Burckhardt verheiratet, die auf dem Gemälde Dame mit Rose von John Singer Sargent porträtiert wurde.
Ackerleys Bildungsweg wurde durch seinen Einsatz im Ersten Weltkrieg unterbrochen, in dessen Verlauf er gefangen genommen und acht Monate lang in Deutschland inhaftiert wurde. 1921 machte er seinen Abschluss am Magdalene College in Cambridge. Seine Kriegserfahrungen verarbeitete er in dem Theaterstück The Prisoners of War (1925). Eine fünfmonatige Stelle als Privatsekretär eines indischen Maharadschas 1923 lieferte den Stoff für sein humorvolles Hindoo Holiday: An Indian Journal (1932).
Ab 1928 arbeitete Ackerley für die British Broadcasting Corporation (BBC), wo er von 1935 bis 1959 Verlagslektor des Listener, der Wochenzeitschrift des Unternehmens, war. Obwohl er selbst während seiner Zeit bei der BBC nur sehr wenig veröffentlichte, knüpfte er enge Beziehungen zu vielen Londoner Literaten, vor allem zu E. M. Forster, über den er ein posthum (1970) erschienenes Porträt verfasste.  Am meisten aber schätzte er die zärtliche Beziehung zu seiner Schäferhündin, über die er 1956 in My Dog Tulip schrieb.
Ackerley behauptete oft, er sei unfähig zu erfinden. Seine Werke sind vor allem für seine unzensierte Ehrlichkeit und seine Besessenheit von der Wahrheit bekannt, die auch seine offenen Kommentare zu seiner Homosexualität erklärt. 1960 veröffentlichte er seinen einzigen, weitgehend auf persönlichen Erfahrungen beruhenden Roman We Think the World of You (1960) über die unerwiderte Liebe des alternden Beamten Frank zu Johnny, einem  verheirateten jungen Mann aus der Arbeiterklasse. Ackerleys Autobiografie My Father and Myself (1968 posthum veröffentlicht) beschreibt das bemerkenswerte Doppelleben seines Vaters, eines wohlhabenden Bananenimporteurs, der heimlich zwei Familien an verschiedenen Orten ernährte. Eine posthume Sammlung von Ackerleys Korrespondenz wurde 1975 als The Ackerley Letters veröffentlicht.
1982 wurde zu seinem Andenken der PEN Ackerley Prize ins Leben gerufen, der jedes Jahr eine Autobiographie eines britischen Autors auszeichnet.

## Werke in Übersetzung
- Evie, Frank & Johnny, übersetzt von Daniel Göske, Steidl Verlag, Göttingen 1991, ISBN 978-3-88243-189-6.
- Hindu Holiday: Ein Indisches Tagebuch, übersetzt von Dorothee und Daniel Göske, Steidl Verlag, Göttingen 1996, ISBN 978-3-88243-415-6.